# 身延橋
身延橋（みのぶばし）は山梨県南巨摩郡身延町にある富士川に架かる橋である。

## 概要

### 初代
1920年（大正9年）5月18日に富士身延鉄道（現在のJR身延線）が身延駅まで延伸し、富士方面から身延山への参拝客が急増した。しかし身延駅と身延山との間に日本三大急流である富士川が流れており、当時は橋が架かっていなかったため渡し船を使って往来するしかなかった。渡し船は渡せる人や荷物に限りがあり、見通しの悪い夜間や川が増水した時は渡すことができなかったため参拝客は対岸の身延駅前で待機することもあった。これに対し富士身延鉄道は増水に影響のない橋の建設に着手、1921年（大正10年）1月12日に着工し1923年（大正12年）8月18日に開通した。架設当初は鉄鋼製の吊り橋で、橋桁の上に鉄塔を建ててそこからワイヤーで吊るす方式であった。当時総工費50万円をかけて作られたこの橋は全長237メートル、幅4.5メートル、鉄塔の高さ14メートルと当時の吊り橋としては大規模であり、その規模から「東洋一の吊り橋」と呼ばれていた。また富士身延鉄道の私道であったため通行する際は有料とされ、歩行者10銭、馬車15銭、自動車30銭の通行料を徴収していた（当時あんパンの値段が2銭5厘）。ただし周辺住人には通行証を配り、それを提示することで無料で通行することができた。
架橋後富士身延鉄道の経営が圧迫し、1941年（昭和16年）に国有化されると5月1日に身延橋も山梨県道に組み込まれ、同年7月1日には通行料も廃止になっている。

### 二代目
昭和30年代自動車の往来が増え、1961年には路面がアスファルト舗装になったが橋自体の老朽化は否めず、また大型車が通行すると吊り橋特有の振動が起きたことから町民による架け替え運動が起き、1970年（昭和45年）に新しい橋へ架け替えられることになり、1972年（昭和47年）現在のトラス橋が完成した。同時に49年間使われていた初代の橋は橋台ごと撤去され、現在ではその遺構を確認することはできない。橋長は233メートルとほとんど変わらないが橋巾は10.5メートルとなり、両側に歩道が設置され歩車分離されている。